# Tacazzea apiculata
Tacazzea apiculata är en oleanderväxtart som beskrevs av Oliver. Tacazzea apiculata ingår i släktet Tacazzea och familjen oleanderväxter. Inga underarter finns listade i Catalogue of Life.